# Guillermo Doll
Guillermo Doll o bien Guillermo J. Doll (Buenos Aires, 1º de julio de 1871 – ib., 30 de marzo de 1931) fue un militar argentino, perteneciente a la armada de su país, que alcanzó la jerarquía de teniente de navío. Ocupó el cargo de Gobernador del entonces Territorio Nacional de Misiones entre los años 1920 y 1922.

## Biografía

### Primeros años
Guillermo J. Doll había nacido el 1º de julio de 1871 en la ciudad de Buenos Aires, capital de la ya consolidada Nación Argentina.

### Carrera militar
Egresó como Guardiamarina el 25 de febrero de 1891 de la promoción XIV de la Escuela Naval Militar, a la que había ingresado el 1º de abril de 1887.
Realizó su viaje de instrucción en la corbeta La Argentina, en funciones de buque escuela. Sus destinos como guardiamarina fueron la torpedera ARA Rosales, el crucero ARA Patagonia, y el acorazado ARA Almirante Brown.
En este destino fue ascendido a Alférez de Fragata, como tal se desempeñó en el crucero ARA 25 de mayo, el acorazado ARA Independencia, el monitor ARA Los Andes, el transporte ARA Villarino, y el caza torpedo ARA Espora. 
El 18 de enero de 1895 fue ascendido a alférez de navío, destinado nuevamente al ARA Independencia, a fines de 1897 al ARA Libertad, cuando es promovido a Teniente de Fragata (jerarquía actualmente equivalente a Teniente de Navío).
El 7 de noviembre de 1901, como Teniente de Fragata, se le concede la baja.

### Gobernador del territorio misionero
El 27 de abril de 1920 asumió como gobernador del Territorio Nacional de Misiones, en reemplazo de Héctor Barreyro; sin embargo, ya desempeñaba las funciones de gobernador en calidad de Secretario de la Gobernación a cargo del poder ejecutivo. 
Durante su gestión organizó los juzgados en el territorio; creó los uniformes de la Policía del Territorio Nacional y se encargó de la repartición de esta a lo largo del territorio, asimismo, suspendió en funciones a dos comisarios por abuso de autoridad; dispuso la ampliación de Cerro Corá; comenzó el inicio de caminos para unir los municipios en el territorio. 
El 30 de septiembre de 1922, dejó sus funciones al Secretario de la Gobernación, Diógenes Lotero, quien interinamente quedó en el cargo, hasta que el 16 de octubre fue reemplazado por Barreyro.